# Jasen Mesić
Jasen Mesić (* 11. Juni 1972 in Zagreb) ist ein kroatischer Politiker und war seit dem 29. Dezember 2010 bis am 23. Dezember 2011 Kulturminister Kroatiens.
Er studierte Archäologie an der Universität Zagreb und absolvierte mehrere Aufbaustudiengänge, unter anderem in Unterwasserarchäologie.
2009 kandidierte er um das Amt des Bürgermeisters von Zagreb. Er war langjähriger Präsident der HDZ Zagreb. Mesić ist verheiratet mit Barbara Mesić.